# Kanton Neuilly-Saint-Front
Der Kanton Neuilly-Saint-Front war von 1790 bis 2015 ein französischer Wahlkreis im Arrondissement Château-Thierry, im Département Aisne und in der Region Picardie; sein Hauptort war Neuilly-Saint-Front. Die landesweiten Änderungen in der Zusammensetzung der Kantone brachten zum März 2015 seine Auflösung.
Der Kanton Neuilly-Saint-Front war 260,06 km² groß und hatte 10.259 Einwohner (Stand: 2012).

## Gemeinden
| Gemeinde                | Einwohner Jahr | Fläche km² | Bevölkerungsdichte | Code INSEE | Postleitzahl |
| ----------------------- | -------------- | ---------- | ------------------ | ---------- | ------------ |
| Armentières-sur-Ourcq   | 108 (2013)     | 6,81       | 16 Einw./km²       | 02023      | 02210        |
| Bonnesvalyn             | 243 (2013)     | 6,34       | 38 Einw./km²       | 02099      | 02400        |
| Brumetz                 | 219 (2013)     | 7,24       | 30 Einw./km²       | 02125      | 02810        |
| Bussiares               | 125 (2013)     | 7,4        | 17 Einw./km²       | 02137      | 02810        |
| Chézy-en-Orxois         | 391 (2013)     | 16,15      | 24 Einw./km²       | 02185      | 02810        |
| Chouy                   | 385 (2013)     | 20,03      | 19 Einw./km²       | 02192      | 02210        |
| Courchamps              | 97 (2013)      | 2,72       | 36 Einw./km²       | 02225      | 02810        |
| La Croix-sur-Ourcq      | 119 (2013)     | 10,45      | 11 Einw./km²       | 02241      | 02210        |
| Dammard                 | 401 (2013)     | 7,96       | 50 Einw./km²       | 02258      | 02470        |
| La Ferté-Milon          | 2.192 (2013)   | 18,35      | 119 Einw./km²      | 02307      | 02460        |
| Gandelu                 | 693 (2013)     | 10,03      | 69 Einw./km²       | 02339      | 02810        |
| Grisolles               | 205 (2013)     | 10,63      | 19 Einw./km²       | 02356      | 02210        |
| Hautevesnes             | 166 (2013)     | 7,29       | 23 Einw./km²       | 02375      | 02810        |
| Latilly                 | 211 (2013)     | 9,32       | 23 Einw./km²       | 02411      | 02210        |
| Licy-Clignon            | 79 (2013)      | 4,09       | 19 Einw./km²       | 02428      | 02810        |
| Macogny                 | 78 (2013)      | 6,17       | 13 Einw./km²       | 02449      | 02470        |
| Marizy-Sainte-Geneviève | 130 (2013)     | 7,71       | 17 Einw./km²       | 02466      | 02470        |
| Marizy-Saint-Mard       | 53 (2013)      | 4,54       | 12 Einw./km²       | 02467      | 02470        |
| Monnes                  | 119 (2013)     | 4,92       | 24 Einw./km²       | 02496      | 02470        |
| Monthiers               | 151 (2013)     | 7,37       | 20 Einw./km²       | 02509      | 02400        |
| Montigny-l’Allier       | 272 (2013)     | 10,14      | 27 Einw./km²       | 02512      | 02810        |
| Neuilly-Saint-Front     | 2.152 (2013)   | 17,89      | 120 Einw./km²      | 02543      | 02470        |
| Passy-en-Valois         | 159 (2013)     | 3,41       | 47 Einw./km²       | 02594      | 02470        |
| Priez                   | 52 (2013)      | 4,93       | 11 Einw./km²       | 02622      | 02470        |
| Rocourt-Saint-Martin    | 270 (2013)     | 5,76       | 47 Einw./km²       | 02649      | 02210        |
| Rozet-Saint-Albin       | 289 (2013)     | 7,95       | 36 Einw./km²       | 02662      | 02210        |
| Saint-Gengoulph         | 145 (2013)     | 7,57       | 19 Einw./km²       | 02679      | 02810        |
| Silly-la-Poterie        | 127 (2013)     | 2,31       | 55 Einw./km²       | 02718      | 02460        |
| Sommelans               | 62 (2013)      | 4,28       | 14 Einw./km²       | 02724      | 02470        |
| Torcy-en-Valois         | 88 (2013)      | 3,62       | 24 Einw./km²       | 02744      | 02810        |
| Troësnes                | 240 (2013)     | 2,65       | 91 Einw./km²       | 02749      | 02460        |
| Veuilly-la-Poterie      | 146 (2013)     | 7,54       | 19 Einw./km²       | 02792      | 02810        |
| Vichel-Nanteuil         | 88 (2013)      | 6,39       | 14 Einw./km²       | 02796      | 02210        |

## Einwohner
| Bevölkerungsentwicklung | Bevölkerungsentwicklung |
| Jahr                    | Einwohner               |
| ----------------------- | ----------------------- |
| 1962                    | 7421                    |
| 1968                    | 8171                    |
| 1975                    | 7605                    |
| 1982                    | 7781                    |
| 1990                    | 9065                    |
| 1999                    | 9553                    |
| 2006                    | 10.104                  |
| 2011                    | 10.290                  |

## Politik
| Vertreter im conseil général des Départements | Vertreter im conseil général des Départements | Vertreter im conseil général des Départements |
| Amtszeit                                      | Name                                          | Partei                                        |
| --------------------------------------------- | --------------------------------------------- | --------------------------------------------- |
| 2001–2008                                     | André Rigaud                                  | UDF                                           |
| 2008–2015                                     | André Rigaud                                  | UMP                                           |